# Schönhelden
Das Gebiet Schönhelden ist ein am 30. November 1983 vom Regierungspräsidium Karlsruhe ausgewiesenes Naturschutzgebiet und ein gleichnamiges Landschaftsschutzgebiet auf dem Gebiet der Gemeinde Rosenberg im Neckar-Odenwald-Kreis.

## Lage
Das 10 Hektar große Naturschutzgebiet liegt etwa zwei Kilometer nordöstlich des Rosenberger Ortsteils Sindolsheim. Es gehört zum Naturraum Bauland.

## Schutzzweck
Wesentlicher Schutzzweck des Landschaftsschutzgebiets ist laut Verordnung „die Erhaltung eines lichten Mischwaldes mit wärmeliebenden Saumgesellschaften sowie eines der letzten Vorkommen stark gefährdeter Orchideenarten im Bauland“.

## Landschaftscharakter
Das Gebiet ist überwiegend mit Laubmischwald bestockt, der auf einer ehemaligen Schafweide aufgewachsen ist. Im Gebiet kommen einige Orchideenarten, wie der Gelbe Frauenschuh, die Berg-Waldhyazinthe und das Purpur-Knabenkraut vor.

## Zusammenhängende Schutzgebiete
Das Gebiet wird im Westen, Süden und Osten von einem gleichnamigen Landschaftsschutzgebiet umgeben. Es ist Teil des FFH-Gebiets Seckachtal und Schefflenzer Wald.